# Ђанлуиђи Донарума
Ђанлуиђи Донарума (итал. Gianluigi Donnarumma; 25. фебруар 1999), италијански фудбалер који наступа за Пари Сен Жермен и италијанску репрезентацију као голман..

## Клупска каријера
Донарума је промовисан у први тим Милана од стране новог менаџера Синише Михајловића као трећи голмана. Он је био међу играчима за пред-сезонску турнеју у Кини у јулу 2015. године, где је Милан је постављен да се суочи Интером и Реал Мадридом у 2015 International championship Cup-у. Дебитовао је 30. јула као замена за голмана Дијего Лопеза у 72. минуту, задржавајући clean-sheet током остатка меча, али је био један од два играча Милана који је промашио свој пенал у укупном поразу 10-9. 
Дана 25. октобра 2015. године, Донарума је направио свој деби, играњем пуних 90 минута у 2-1 победи против Сасуолa на Сан Сиру. Постао је тиме најмлађи голман који дебитовао у Серији А, у доби од 16 година 8 месеци. Донарума је задржао свој први clean sheet три дана касније против Кијево Вероне у победи од 1-0. Од тада је Донарума стекао пажњу у медијима због тога што је био најмлађи голман икад у Серији А. На крају октобра 2015 Кристијано Абијати је Донаруму похвалио да има "Богом дан таленат". "Мало људи имају ову врсту квалитета у 16 година", изјавио је Абијати. "Господ је погледао доле на њега и рекао: 'Мораш бити голман.'"Михајловић је затражио од медија да будем благ према голману. Он је објаснио да Донарума био превише млад да би се критиковао на исти начин као и остали. "Они који му суде за сваки инцидент треба да се ставе у обзир : Он има 16 година".
Јуна 2021. Донарума је постао члан француског ПСЖ-а.

## Међународна каријера
Донарума је био голман за Италијанску У17 репрезентацију у УЕФА-ином такмичењу 2015 године. Дана 5. новембра 2015. године добија свој први позив за Италијански национални У21 тим, пред утакмице против Србије и Литваније. 

## Стил игре
Донарума се сматра као "нови Буфон" и већ дуго се сматра једним од најузбудљивијих играча Италије. Италијански агент Мино Раијола, тврдио је у априлу да је "У Ајаксу или Атлетико Мадриду, он (Донарума) би већ играо у првом тиму. " ЕСПН га је похвалио за његову велику издржљивост, снагу, описујући га као" ... један високи, агилан голман чији стас и смиреност пркоси својој понуди године. Он је природни лидер који већ има потребну поверење да организује одбрану а то раде играчи дупло старије од њега. Паоло Меничући и Мина Рзоуки су такође похвалили Донарумину игру, али су такође навели потребу да побољша своју контролу лопте, позиционирање и способност да вежба центаршут не би ли добио више самопоуздања.

## Лични живот
Донарумин старији брат, Антонио је такође голман, који тренутно игра исто за Милан. Он је увек подржавао клуб Милан, иако је његов идол и главни утицај био Јувентус и италијански репрезентативац голман, Ђанлуиђи Буфон, који је касније дао колеги похвале.

## Највећи успеси

### Клупски
Милан
- Суперкуп Италије (1) : 2016.

Пари Сен Жермен
- Првенство Француске (4) : 2021/22, 2022/23, 2023/24, 2024/25.
- Куп Француске (2) : 2023/24, 2024/25.
- Суперкуп Француске (3) : 2022, 2023, 2024.
- Лига шампиона (1) : 2024/25.
- Светско клупско првенство : финалиста 2025.

### Репрезентативни
Италија
- Европско првенство (1) : 2020.